# Bitva na Berezině
Bitva na Berezině byla bitvou napoleonských válek mezi ruskou armádou vedenou generály Čičagovem a Wittgensteinem a francouzskou armádou vedenou císařem Napoleonem. Je to nejznámější bitva z mnoha střetnutí na strategicky významné řece Berezině.

## Pozadí
Po bitvě u Krasného se francouzská armáda ocitla před hrozbou obklíčení. Hlavní síly Kutuzova ji pronásledovaly paralelním pochodem jižně od Moskevského traktu. Síly generála Wittgensteina obkličovaly Francouze ze severu, armáda admirála Čičagova znemožňovala ústup na západ a 22. listopadu se soustředila na Berezině mezi Zembinem a Ušou. Napoleon se chtěl probít k Vilniusu, přičemž Berezinu chtěl překonat u vesnice Studěnka nad Borisovem. Francouzi měli 75–80 tisíc vojáků a Rusové přibližně 100 tisíc. 23. listopadu Francouzi pod vedením maršála Oudinota obsadili Borisov. Čičagov se spoléhal, že Napoleon chce překročit Berezinu jižně od Borisova a 25. listopadu sem nasměroval své síly.

## Bitva
26. listopadu začal překračovat Berezinu u Studěnky. Wittgenstein postupoval váhavě a nevyužil možnost zadržet protivníka do příchodu hlavních sil admirála Čičagova. 28. listopadu se Wittgensteinovo vojsko střetlo se silami vedenými Perrinem a zároveň vojsko Čičagova s Oudinotem. Kvůli chybám Čičagova i Wittgensteina a těžkostem při vytváření obklíčení se nepovedlo francouzskou armádu zcela zničit, přesto utrpěla při přechodu řeky těžké ztráty.

## Následky
Přestože nebyla francouzská armáda zcela zničena, znamenala tato bitva pro ni katastrofu. V důsledku velkého množství lidí a zbraní na malém prostoru, demoralizace a krvavých bojů ztratili Francouzi přibližně 50 000 mužů (byli mezi nimi mrtví, zranění a zajatí) a převážnou část zbraní a vozů. Z celé francouzské armády zůstalo pouze 7000–8000 bojeschopných mužů, kteří se již víceméně neorganizovaně na vlastní pěst probíjeli na západ k hranicím.
Na druhou stranu zde byla promarněna skvělá šance obklíčit Napoleona, zničit jeho armádu a jeho samotného zajmout. V takovém případě by mohlo dojít k úplnému zhroucení Francouzského císařství a ukončení napoleonských válek.